# Jaime Silva Filho
Jaime Rodrigues da Silva (Filho) (* 28. Oktober 1908 in Lissabon; † 12. Juni 1970 ebenda), bekannt als Jaime Silva Filho (portugiesisch für: Jaime Silva Junior), war ein portugiesischer Orchesterleiter, Dirigent, Pianist und Filmkomponist.

## Leben
Er studierte Piano (u. a. bei Rey Colaço und bei Vianna da Motta) und Komposition am Nationalkonservatorium (Conservatório Nacional, heute Escola Superior de Teatro e Cinema, ESTC), wo er mit dem Prémio do Conservatório und dem Prémio Rodrigo da Fonseca zwei Auszeichnungen erhielt. Sein Studium führte ihn auch nach Leipzig und nach Berlin, wo er bei Edwin Fischer studierte. Nach seinem Abschluss lehrte er ab 1934 selbst Klavier am Nationalkonservatorium.
Er wurde Musikdirektor der Exposição do Mundo Português (portugiesisch für: Weltausstellung der portugiesischen Welt), die 1940 in Lissabon stattfand. Als Dirigent und Orchesterleiter wurde er insbesondere ab 1948 und 1949 zunehmend erfolgreich, auch in Ländern wie Italien, der Schweiz u. a.
Parallel arbeitete er für das Theater und für den aufkommenden portugiesischen Film, wo er seit seiner Arbeit für den stilprägenden und enorm erfolgreichen Musikfilm Das Lied von Lissabon (1933) regelmäßig tätig wurde, meist als Filmkomponist, gelegentlich aber auch als musikalischer Leiter oder als Leiter des Filmorchesters. So schrieb er die Filmmusik für zahlreiche portugiesische Filmklassiker, sowohl Comédias portuguesas, als auch Literaturverfilmungen oder Dokumentarfilme. Auch zu Aniki Bóbó (1942), Manoel de Oliveiras Vorläufer des italienischen Neorealismus, komponierte er die Filmmusik.
1955 ging er nochmals nach Berlin, wo er bei Edwold Lindemann einen Studiengang in Orchesterleitung belegte. Zurück in Portugal leitete er zahlreiche Orchester und Musiktheaterproduktionen, insbesondere Opernproduktionen am Teatro Nacional de São Carlos und am Teatro da Trindade. Daneben arbeitete er als Musikkritiker für die 1942 gegründete Lissabonner Tageszeitung O Diário Popular (1991 eingestellt).

## Filmografie
- 1933: Das Lied von Lissabon (A Canção de Lisboa); Regie: José Ângelo Cottinelli Telmo (auch musikalische Leitung)
- 1935: As Pupilas do Senhor Reitor; Regie: José Leitão de Barros
- 1939: Aldeia da Roupa Branca; Regie: Chianca de Garcia
- 1940: A Segunda Viagem Triunfal (Doku.); Regie: Paulo de Brito Aranha
- 1940: João Ratão; Regie: Jorge Brum do Canto
- 1940: Feitiço do Império; Regie: António Lopes Ribeiro
- 1941: Famalicão (Kurzfilm, Doku.); Regie: Manoel de Oliveira
- 1941: Porto de Abrigo; Regie: Adolfo Coelho
- 1942: O Pátio das Cantigas; Regie: Francisco Ribeiro (nur Musikassistenz)
- 1942: Aniki Bóbó; Regie: Manoel de Oliveira
- 1943: Amor de Perdição; Regie: António Lopes Ribeiro
- 1945: A Vizinha do Lado; Regie: António Lopes Ribeiro
- 1945: A Noiva do Brasil; Regie: Santos Mendes
- 1945: Sonho de Amor; Regie: Carlos Porfírio
- 1946: Camões; Regie: José Leitão de Barros (nur Leitung Filmorchester)
- 1948: Um Grito na Noite; Regie: Carlos Porfírio
- 1948: Não Há Rapazes Maus; Regie: Eduardo García Maroto, João Mendes
- 1948: Lisboa de Hoje e de Amanhã (Kurzfilm); Regie: António Lopes Ribeiro
- 1950: Frei Luís de Sousa; Regie: António Lopes Ribeiro
- 1952: Eram Duzentos Irmãos; Regie: Armando Vieira Pinto
- 1952: Nazaré; Regie: Manuel Guimarães
- 1959: O Primo Basílio; Regie: António Lopes Ribeiro (nur musikalische Leitung und Leitung Filmorchester)